# 선롱 두에고
선롱 듀에고(영어: Sunlong Duego)는 중화인민공화국의 상하이시에 소재한 버스 전문 제조 기업 선롱버스에서 생산, 판매되던 25인승 준중형 버스 차종 SLK6750을 한국 시장에 맞춰 개발하고 품질 향상시킨 차량이다. 대한민국에서 최초로 대량 판매되는 중국산 자동차이기도 하며, 차종으로는 두에고 25인승과 두에고 리무진 17인승, 시내버스 전용모델인 듀에고 CT가 있다.

## 개요
선롱 버스는 홍콩 자본에 의해 2005년 중국 상하이에 설립된 민영 버스 제조 기업이다. 2006년부터 중국 이외의 국가에 수출을 시작하였으며, 2011년 기준 중국 버스 수출 5위를 차지하고 있다고 한다.
2012년 9월 선롱버스코리아를 설립하여 중국 자동차 기업으로서는 최초로 대한민국 시장에 진출하였으며, 환경부 인증 문제로 출고가 지연되다가 2013년 4월부터 본격 판매를 시작하였다.
환경부의 강화된 환경 기준을 만족시키고 대한민국 시장에서의 중국산 공산품에 대한 불신을 불식시키기 위하여 170마력 커민스 ISF 3.8ℓ 디젤엔진, AAM 사의 차축, 보쉬 사의 선택적 촉매장치(SCR), 대한민국산 휠 및 타이어를 채택하였다. 변속기는 보그워너 사의 6단 수동변속기를 기본 제공하고 옵션으로 앨리슨 사의 6단 자동변속기를 선택할 수 있다.
시내영업용으로는 경상북도 경주시의 새천년미소에 최초로 투입되었고, 경상북도 구미시에서는 공항버스로 운행되기도 한다. 2015년 2월 시내버스 전용 모델인 두에고 CT가 출시되어 김포 선진버스와 인천 강화선진버스에 출고되어 운행중이다.

## 리콜
2015년 7월, 대한민국 국토교통부는 대한민국에서 판매된 두에고 550대가 2014년 자동차 자기인증 적합조사 결과 방향지시등 색상, 속도제한장치, 안전벨트, 차량중량 등의 문제가 발견되어 자발적으로 리콜을 실시한다고 밝혔다.

## 운용 회사
현재 아래의 업체에서 이 차량을 반입하여 운행하고 있다.
- 포니고속관광
- 명품고속관광
- 동양해외관광
- 예스투어

## 경쟁 차종
현대자동차
- 현대 카운티
- 현대 E-카운티
- 현대 뉴 카운티
- 현대 카운티 뉴 브리즈

기아
- 기아 콤비

자일대우버스
- 자일대우 레스타

토요타
- 토요타 코스터

미쓰비시후소트럭 버스
- 미쓰비시후소 로자

메르세데스-벤츠
- 메르세데스-벤츠 스프린터

닛산 자동차
- 닛산 시빌리언